# Asaperda agapanthina
Asaperda agapanthina là một loài bọ cánh cứng trong họ Cerambycidae.